# Magnitud específica
En física, una magnitud específica és una magnitud referida a la unitat de massa. És, per tant, el valor o intensitat de la magnitud considerada, corresponent a cada unitat de massa en el sistema d'unitats (SU) utilitzat.

## Exemples
Són denominacions correctes:
- Calor específica: Quantitat de calor necessària per incrementar en 1 K la temperatura de la unitat de massa d'un cos. S'expressa en joules per kelvin i per quilogram (J K−1kg−1)
- Energia específica: Energia per unitat de massa. S'expressa en joules per quilogram (J kg−1)
- Volum específic: Volum ocupat per la unitat de massa d'una substància. S'expressa en metres cúbics per quilogram (m³kg−1). El seu valor representa l'invers de la densitat.

Altres usos del terme específic no es permeten en el context del Sistema Internacional d'Unitats i, en conseqüència, són reprovables.
D'acord amb la normativa, és reprovable el terme pes específic, ja que el seu significat seria pes per unitat de massa, és a dir newtons per quilogram(N kg−1); mentre que el que erròniament se li assigna és el depes per unitat de volum, és a dir, newtons per metre cúbic (N m−3). La denominació correcta és "densitat de pes".